# Certosa di San Martino
it. Certosa di San Martino ("Kartuzija Sv. Martina") bivši je samostanski kompleks, sada muzej, u Napulju, južna Italija. Uz Castel Sant'Elmo koji stoji pokraj njega, ovo je najvidljivija znamenitost grada, smještena na vrhu brda Vomero koje dominira zaljevom. Kartuzijanski samostan, završen je i svečano otvoren pod vladavinom kraljice Ivane I. 1368. Bila je posvećena svetom Martinu iz Toursa. U prvoj polovici 16. stoljeća proširena je. Kasnije, 1623. godine, dodatno je proširena i postala je, pod vodstvom arhitekta Cosima Fanzaga, u biti građevina kakvu danas možemo vidjeti.
Godine 1799. antiklerikalne francuske okupacijske snage potisnule su samostan i natjerale redovnike u bijeg. U narednim desetljećima redovnici su nekoliko puta pokušali obnoviti svoju čartersku kuću, a posljednji pokušaj nije uspio 1866. godine, kada je država definitivno zaplijenila imovinu. Danas se u zgradama nalazi Nacionalni muzej San Martino s izložbom artefakata iz španjolskog i bourbonskog doba, kao i izlošcima presepe — jaslica — koje se smatraju među najboljima na svijetu.

## Galerija
- Veliki klaustar
- Interijer glavne crkve
- Viseći vrtovi
- Podzemlje Kartuzije

## Vanjske poveznice
|  | Zajednički poslužitelj ima još gradiva o temi Certosa di San Martino |

- (tal.) Službena stranica